# Stadion der Freundschaft (Templin)
Das Stadion der Freundschaft in Templin ist eine kommunale Sportstätte für Fußball, Leichtathletik und Volleyball.

## Geschichte

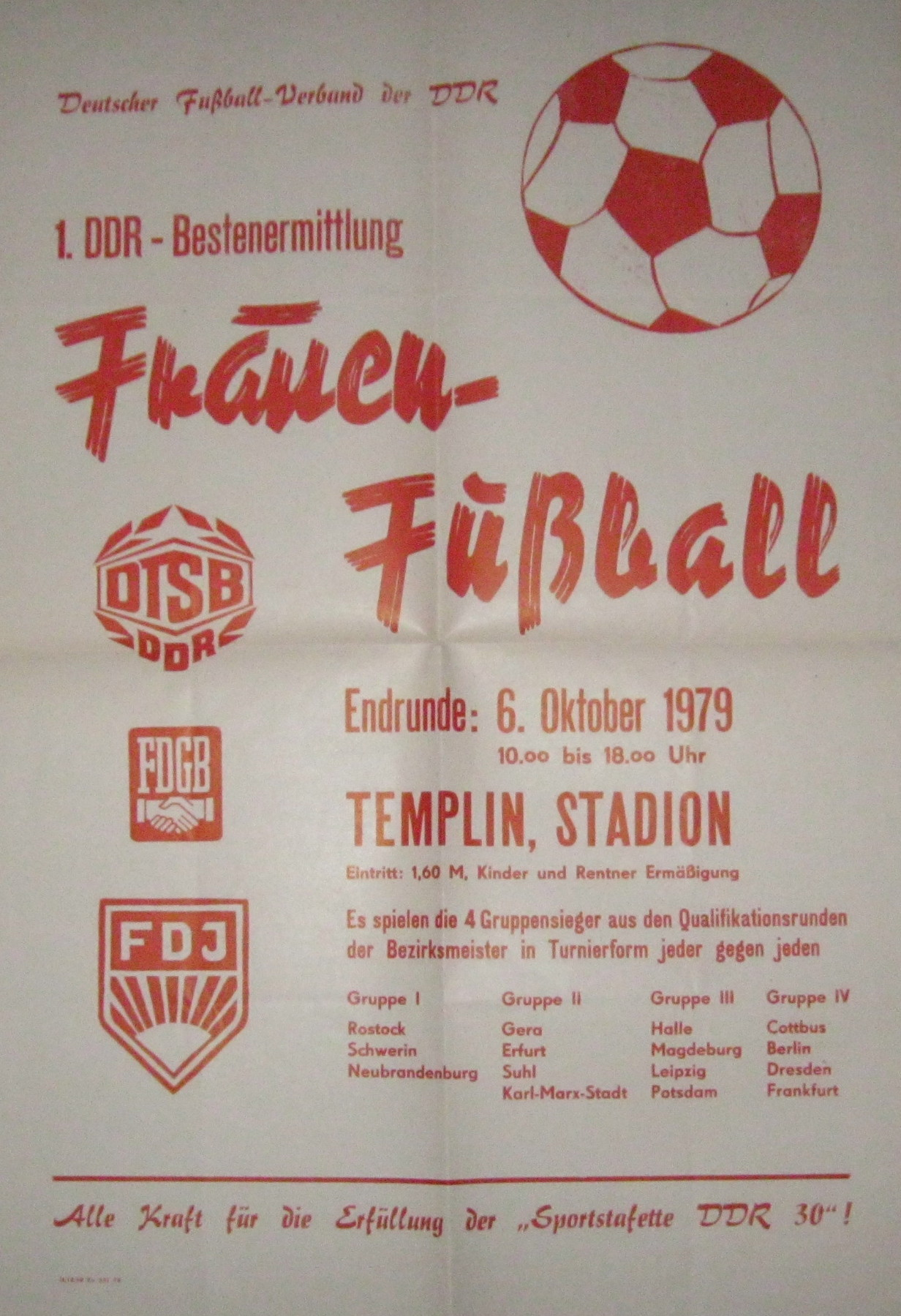
Plakat zur Bestenermittlung 1979

Der Bau begann am 22. Februar 1922. Bereits anderthalb Jahre später, am 10. Juni 1923 konnte das neue Stadion eröffnet werden. Nutzende Vereine waren zunächst der Männer-Turnverein von 1862 und der SC Victoria 1914 Templin. Jährlich wurden Kreissportfeste auf der Anlage ausgetragen. In der DDR war die BSG Einheit Templin Hauptnutzerin der Anlage. Zwischen 1972 und 1974 wurde der Sportplatz grunderneuert. Am 6. Oktober 1979 fand im Stadion der Freundschaft die erste DDR-Bestenermittlung im Frauenfußball, die inoffizielle DDR-Meisterschaft statt. Siegerin dieser ersten Meisterschaft wurde die BSG Motor Mitte Karl-Marx-Stadt. Seit seiner Neugründung 1990 nutzt der SC Victoria 1914 Templin wieder die Anlagen.

## Bombenfund
Am Freitag, dem 11. Februar 2022 wurde eine 100 kg schwere russische Weltkriegsbombe im Stadion vom Kampfmittelbeseitigungsdienst kontrolliert gesprengt, da sie nicht mehr transportfähig war.

## Das Stadion
Der Sportkomplex Stadion der Freundschaft verfügt über ein zentrales Fußball- und Leichtathletikstadion mit einer 400 Meter-Laufbahn, mehrere Weitsprunggruben, zwei Kugelstoßanlagen und sechs 100 Meter-Bahnen sowie Tribünen für 3000 Zuschauer. Daneben gibt es in der Anlage einen weiteren Rasen- und einen Hartplatz, mehrere Volleyball- sowie Streetballfelder. Das Sozialgebäude verfügt über behindertengerechte Toiletten, Umkleidekabinen, eine Küche und einen Versammlungsraum. Der Brandenburgische Behindertensportverband hat seine Geschäftsstelle im Stadion der Freundschaft.